# براد ميس
براد ميس (بالإنجليزية: Brad Mays)‏ هو مونتير ومخرج أمريكي، ولد في 30 مايو 1955 في سانت لويس في الولايات المتحدة.

## وصلات خارجية
- براد ميس على موقع IMDb (الإنجليزية)
- براد ميس على موقع ألو سيني (الفرنسية)
- براد ميس على موقع أول موفي (الإنجليزية)
- براد ميس على موقع قاعدة بيانات الفيلم (الإنجليزية)
- براد ميس على موقع كينوبويسك (الروسية)